# Ярослав Рудіш
Ярослав Рудіш (* 8 червня 1972, Турнов, Чехія) — чеський письменник, драматург та сценарист.

## Біографія
Виріс в Ломніце-над-Попелкою. Навчався в середній школі в Турнові, після чого закінчив педагогічний факультет Технічного університету міста Ліберець (спеціалізація: німецька, історія). Навчався у Празі та Цюриху. З 2001 по 2002 рік жив у Берліні, де отримав журналістську стипендію у Вільному університеті.

## Творчість
Дебютний роман — «рок-історії з берлінського метро» — «Небо під Берліном» (2002) отримав премію Ортена — найпрестижнішу літературну премію Чехії, коли йому ще не було і 30-ти. Книгу переклали німецькою, польською, сербською, болгарською та білоруською мовами.
Великою популярністю користується комікс-трилогія Alois Nebel (2003—2005), створена разом з художником Яромиром-99, в якій розповідається про буденне життя диспетчерів-залізничників судейських німців, які працюють на маленькій станції біля чеського кордону.
Відомими в Чехії є п'єси Рудіша Léto v Laponsku (2005), написана разом з Петром Пихой, Salcburský guláš (2006), в якій двійко літніх чоловіків позбуваються минулого та Strange Love (2007) про останніх прихильників Depeche Mode в Чехословаччині.
В 2006 році Рудіш видав свій другий роман Grandhotel, за яким написано сценарій однойменного фільму (2006) режисера Девіда Ондричека, представленого на кінофестивалі Берлінале.
У 2011 за мотивами коміксів Алоїс Небел було створено фільм в техніці ротоскопіювання, який вперше показали на Венеціанському кінофестивалі. У 2012 році він виграв Європейську фільмову премію як найкращий анімаційний фільм.
Живе і працює між Ломніце-над-Попелкою, Прагою та Ліпськом, час від часу виступає з панк-рок групами U-Bahn та The Bombers.

## Видані книжки
- Nebe pod Berlínem, (Labyrint, 2002).
- Alois Nebel
- Bílý potok, (Labyrint, 2003
- Hlavní nádraží, (Labyrint, 2004)
- Zlaté Hory, (Labyrint, 2005)
- Léto v Laponsku, (Labyrint, 2006)
- Grandhotel, (Labyrint, 2006)
- Potichu, (Labyrint, 2007)
- Alois Nebel: Na trati, (Labyrint, 2008)
- Konec punku v Helsinkách (Labyrint, 2010) — виданий українською.
- Národní třída (Labyrint, 2013)